# Apollo International Corporation

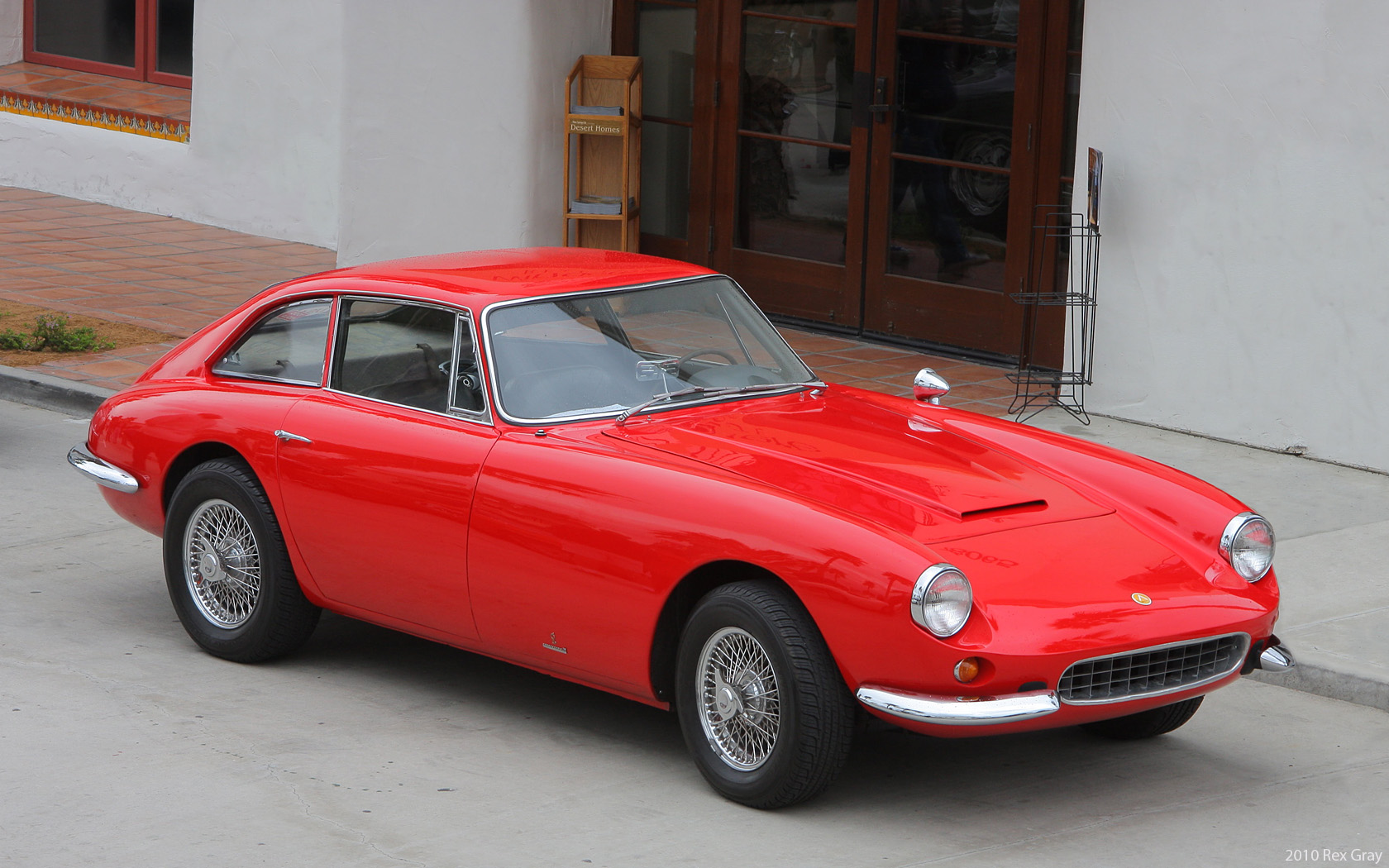
Apollo GT

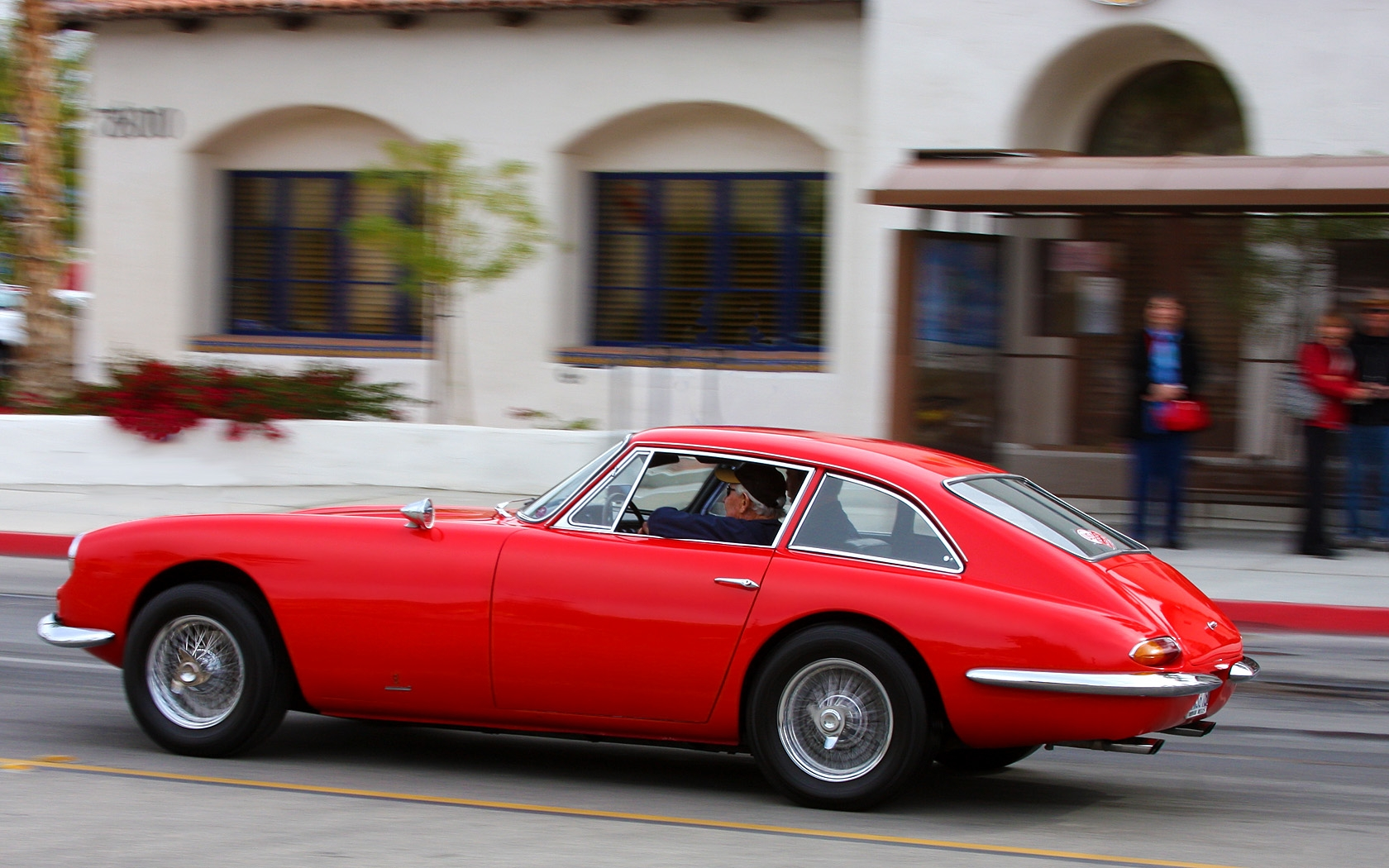
Seitenansicht

Apollo International Corporation war ein US-amerikanischer Hersteller von Automobilen.

## Vorgeschichte
Die Apollo International Corporation war der Versuch, die Produktion des Sportwagens Apollo GT fortzusetzen. Der Apollo GT war ein Zweisitzer mit einer von Ron Plascia gestalteten und bei Costruzione Automobili Intermeccanica in Turin gebauten Karosserie, der amerikanische Antriebstechnik verwendete. 1963 und 1964 vermarktete ihn das in Oakland, Kalifornien, ansässige International Motor Cars (IMC). Nachdem IMC im Spätsommer 1964 insolvent geworden war, wurde der Name Apollo zunächst nicht weiter verwendet. Intermeccanica lieferte seine Karosserien daraufhin stattdessen an das texanische Unternehmen Vanguard Motors Corporation, das das Auto 1965 als Vetta Ventura verkaufte.

## Unternehmensgeschichte
Zeitgleich zu dem texanischen Vetta Ventura setzte der kalifornische Rechtsanwalt Robert Stevens von 1964 bis 1965 den Vertrieb des Apollo GT fort. Stevens gründete dazu in Pasadena, Kalifornien, das Unternehmen Apollo International Corporation, das keine Beziehungen zu IMC oder Vanguard Motors hatte. Die Apollo International Corporation orderte bei Intermeccanica je nach Quelle acht oder 14 Apollo GT, die auftragsgemäß geliefert wurden. Bei ihrer Ankunft in den USA wurden allerdings entweder alle oder ein Teil der Autos gerichtlich beschlagnahmt. Eine Quelle gibt als Begründung dafür an, dass gegen Stevens zwischenzeitlich wegen Betrugsvorwürfen ermittelt wurde.

## Fahrzeuge
Das einzige Modell war der Apollo GT. Dies war ein Sportwagen, den ein V8-Motor von Buick antrieb. Apollo International Corporation erhielt ausschließlich zweisitzige Coupés; eine Cabrioletvariante, die Intermeccanica ebenfalls im Programm hatte, wurde nicht an Apollo International Corporation geliefert. Die Autos waren vollständig identisch mit den Coupés, die Intermeccanica zuvor für IMC hergestellt hatte. Die Karosserien dieser Fahrzeuge kamen ausschließlich von Grosso e Vece in Turin.

## Produktionsumfang
Der Produktionsumfang des Apollo GT wird vielfach mit 88 Autos angegeben. Diese Zahl umfasst die für IMC, für Apollo International und für Vanguard Motors produzierten Autos. Wie viele davon auf Apollo International Motors entfallen, ist unklar. Die Intermeccanica-Monografie von 2010 schreibt Apollo International lediglich acht Autos zu. Eine andere Quelle geht von 14 Autos aus, von denen nur sechs im regulären Betrieb komplettiert worden seien. Vier seien vom Zoll beschlagnahmt worden, drei oder vier weitere Autos hätten individuelle Käufer später in Eigenregie zusammengebaut.